# Großer Hasselsee
Der Große Hasselsee ist ein Stillgewässer in Prenzlau im Landkreis Uckermark, Brandenburg.
Entstanden ist der See im späten Pleistozän.
In der Weichseleiszeit entstand die für Norddeutschland typische Glaziale Rinne.
Die Uckermark ist eine Moränenlandschaft die in der Eiszeit entstanden ist.
Die zurückgewichenen Eismassen hinterließen ein hügeliges Flachland mit vielen Seen.
Die vielen in der Region vorhandenen Findlinge belegen die gewaltigen Eisbewegungen die vor circa 14.000 Jahren stattfanden.
Gespeist wird der Große Hasselsee durch Grundwasser und Regenwasser.
Der Große Hasselsee ist maximal circa 570 m lang und maximal circa 180 m breit.
Der Umfang beträgt etwa 1,5 km. 
Die Wasserfläche beträgt circa 10 ha.
Am Nordostufer befindet sich der kleine Ort Wittenhof.
Am Südostufer befindet sich die Landesstraße L 26 / Brüssower Allee.
Das Hybridkraftwerk Prenzlau befindet sich am Südwestufer.
Westlich des Großen Hasselsees stehen mehrere Windkraftanlagen.
Nordwestlich des Sees befindet sich der 54 m hohe Südostberg.
Über den Großen Hasselsee verläuft eine Hochspannungsfreileitung in West-Ost-Richtung.